# Valeri Muratov
Valeri Muratov (n. 1 mai 1946, Kolomna, RSFS Rusă, URSS) este un patinator de viteză ce a reprezentat Uniunea Republicilor Sovietice Socialiste, medaliat olimpic. A participat la 3 ediții ale Jocurilor Olimpice (1968, 1972, 1976) în care a câștigat două medalii de aur și o medalie de bronz.